# Austroaeschna inermis
Austroaeschna inermis – gatunek ważki z rodziny żagnicowatych (Aeshnidae).